# 措爾施托克
措爾施托克（德語：Zollstock，發音：[ˈtsɔlˌʃtɔk] ⓘ）是德國科隆羅登基興區下轄的次區，位於萊茵河以西，於1877年被首次描述，並自1880年代起快速發展。1901年，當地的大型紀念墓園南部陵園建成。

## 地理
措爾施托克是羅登基興下轄的次區，而羅登基興是科隆市內、位於萊茵河以西的一個區（Bezirk）。措爾施托克總面積為5.03平方（1.94平方英里），西北鄰克萊滕貝格和敘爾茨，北靠新城-南（內城區），東臨拉德貝格和拉德塔爾，南與龙多夫接壤。

## 歷史

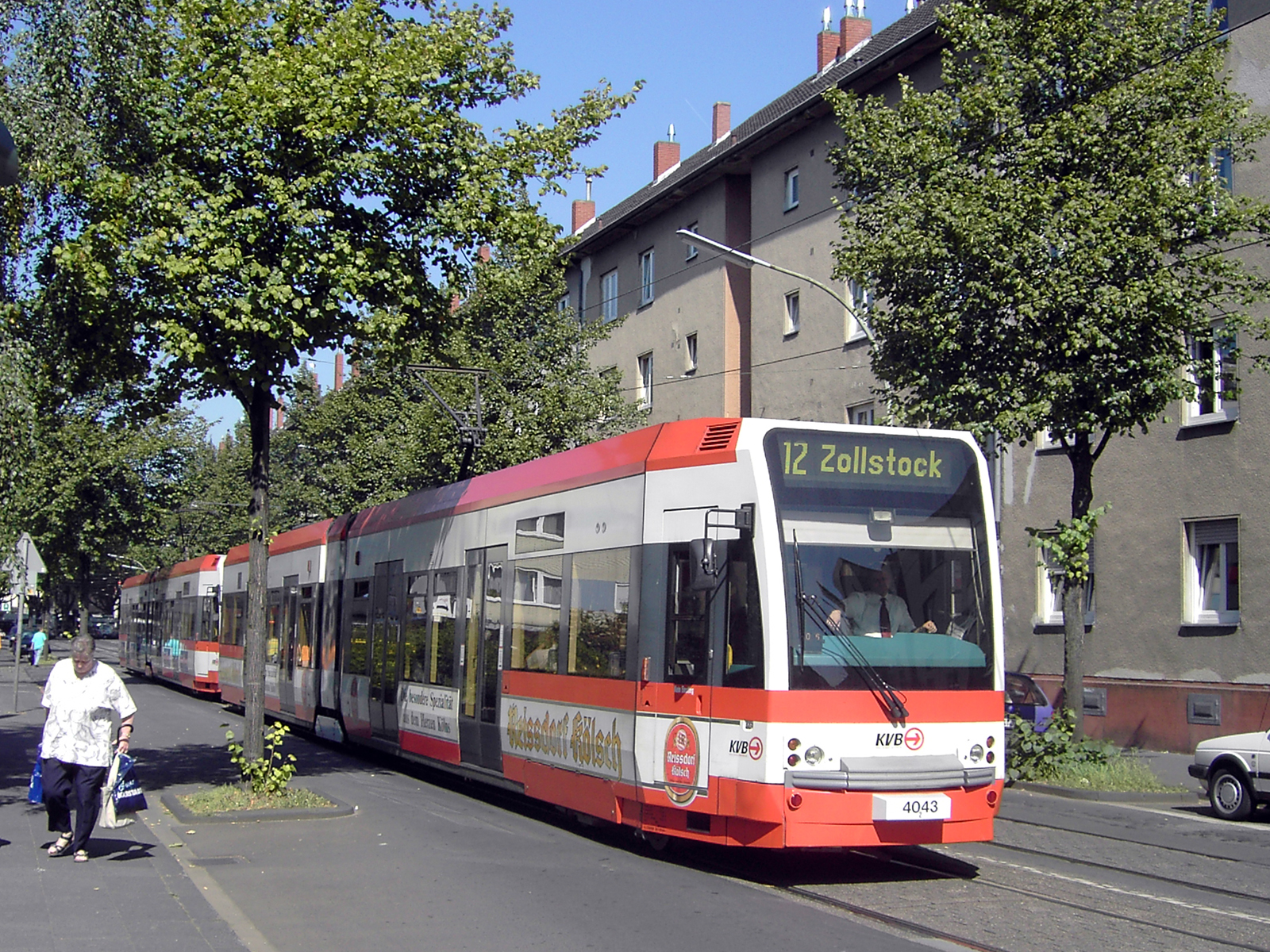
行駛在措爾施托克的科隆城鐵

1877年的地址簿中首次以聚落的形式提及措爾施托克。1881年，該地開始建設基礎設施，當時的新城區是由原先的核心區擴張而成。措爾施托克最初由於盛產黏土礦而以磚頭製造業為主，其名得名於當地的收費站，該站後來成為措爾施托克的一處土路交叉口。
1896年，措爾施托克開始規劃興建大型墓園－南部陵園，拓寬當地道路，並設置路面電車和市中心相連。南部陵園於1901年竣工，並成為當地的主要景點。第一次世界大戰後，當地建起一些新的住宅區，建築最初以獨立式洋房為主，1925年後公寓式樓房逐漸興起。1980年代後，措爾施托克的大部分住宅皆已進行現代化裝修和翻新。

## 統計
截至2019年，措爾施托克約有23,000名常住人口，人口密度約為每平方公里4,600人。當地的平均年齡42.4歲，而羅登基興全區的平均年齡為43.3歲。宗教方面，措爾施托克有8,023人信仰羅馬天主教；3,543人為基督新教；11,780人為其他宗教。另外，當地32.9％的居民具有移民背景。

### 來源
1. 1 2  Amt für Stadtentwicklung und Statistik 2019，第2頁.
2. 1 2  Amt für Stadtentwicklung und Statistik 2019，第4頁.
3. 1 2 3  . Stadt Köln.   [2021-08-06]. （原始内容存档于2021-08-06） （德语）.
4. ↑  Philipp Haaser. . Kölner Stadt-Anzeiger. 2016-08-22  [2021-08-06]. （原始内容存档于2016-08-28） （德语）.
5. ↑  Amt für Stadtentwicklung und Statistik 2019，第12頁.
6. ↑  Amt für Stadtentwicklung und Statistik 2019，第14頁.
7. ↑  Amt für Stadtentwicklung und Statistik 2019，第18頁.

### 書目
- Amt für Stadtentwicklung und Statistik.  (PDF). . 2019  [2021-08-21]. （原始内容 (PDF)存档于2021-08-06） （德语）.